# Alan Kay
Alan Curtis Kay (Springfield, 17. svibnja, 1940.) je američki računalni znanstvenik, poznat po svom ranom radu na objektno orijentiranom programiranju i dizajnu korisničkog sučelja.
Priručni je profesor računarstva na Sveuličištu Kalifornije u Los Angelesu, posjećujući profesor na Sveučilištu u Kyotu te priručni profesor na MIT-u, predsjednik Viewpoints istraživačkog instituta te je do 2005. držao poziciju Senior fellow u HP Labs.

## Rani život i rad
Izvorno iz Springfielda, Massachusetts, Kay je stekao titulu bakalaureata u matematici i molekularnoj biologiji na Sveučilištu Kolorada u Boulderu, te magisterij i doktorat na Sveučilištu Utaha. Na Sveučilištu Utaha je pionirski radio s Ivanom Sutherlandom na grafičkim aplikacijama, uključujući Sketchpad.
Negdje u to doba, radio je i kao profesionalni jazz gitarist, te je učio o radu Jeana Piageta i konstruktivizmu, te o Seymouru Papertu i programskom jeziku Logo. Ovi su duboko utjecali na njegov budući rad.
Kay se pridružio istraživačkom centru Xeroxa u Palo Altu (PARC) 1970. 70-ih je bio jedan od ključnih članova koji su razvili prototipe umreženih radnih stanica koristeći programski jezik Smalltalk. Ove je izume kasnije komercijalizirao Apple u Apple Macintosh računalima.
Kay je jedan od otaca objektno orijentiranog programiranja (kojemu je i dao naziv), zajedno s kolegama u PARC-u i prethodnicima u Norveškom računarskom centru. Zamislio je koncept Dynabooka koji je definirao osnove laptop uređaja i tablet računala, a neki ga također smatraju i arhitektom modernih grafičkih korisničkih sučelja zasnovanih na prozorima.
Nakon 10 godina provedenih u Xerox PARC-u, Kay je tri godine bio glavni znanstvenik u Atariju.

## Nedavan rad i priznanje
Od 1984. Kay postaje Apple fellow u tvrtci Apple Computer, sve do zatvaranja ATG-a (Advanced Technology Group), jedne od istraživačkih odjela tvrtke. [nedostaje izvor] Tad se pridružio tvrtci Walt Disney Imagineering kao Disney Fellow i tu je ostao sve dok Disney nije završio svoj Disney Fellow program. Nakon Disneyja, 2001. osniva Viewpoints istraživački institut (Viewpoints Research Institute), neprofitnu organizaciju posvećenu djeci, učenju i naprednom razvoju programske podrške.
Kasnije, Kay radi s timom u Applied Minds, gdje postaje Senior fellow u tvrtci Hewlett-Packard, sve dok HP nije ugasio Advanced Software Research Team program 20. srpnja 2005. Trenutno vodi Viewpoints institut.

### Squeak i Croquet
U prosincu 1995., kad je još bio u Appleu, Kay je surađivao s mnogima kako bio započeo Squeak programsku podršku za dinamičke medije, na kojem još uvijek radi. U to vrijeme, u studenom 1996, njegov je tim započeo istraživanje na onome što će postati sustav Etoys. Recentnije je započeo, skupa s Davidom A. Smithom, Davidom P. Reedom, Andreasom Raabom, Rickom McGeerom, Julianom Lombardijem, i Markom McCahillom, projekt Croquet, koji predstavlja umreženi 2D i 3D okoliš otvorenog koda za kolaborativni rad.

### Tweak
2001. postaje razvidno da Etoy arhitektura u Squeaku doseže svoje granice u tome što Morphic infrastruktura sučelja može učiniti. Istraživač iz Hewlett-Packarda Andreas Raab predlaže definiranje "procesa skriptanja" i pružanje pretpostavljenog mehanizma raspoređivanja kako bi se izbjegli općenitiji problemi. Rezultat je novo korisničko sučelje, predloženo kao zamjena za Squeak Morphic korisničko sučelje u budućnosti. Tweak je dodao mehanizme otoka, asinkronih poruka, igrača i kostima, proširenja jezika, projekte i pločasto skriptanje. Njegov temeljni objektni sustav je zasnovan na klasama, ali se korisnicima tokom programiranja (skriptanja) doima poput prototipno zasnovanog. Tweak objekti su stvoreni i pokrenuti u prozorima Tweak projekta.

### Dječji stroj
U studenom 2005., na Svjetskom samitu o informacijskom društvu, istraživački laboratoriji MIT-a su otkrili novi dječji stroj, također zvan i $100 Laptop, ili One Laptop Per Child program, kojeg su zajednički razvili Kay i studenti cijelog svijeta.

## Reinvencija programiranja
31. kolovoza 2006. je odobren njegov prijedlog SAD NSF-u (National Science Foundation]), što znači da je Viewpoints istraživački institut osiguran još za nekoliko godina. Naslov prijedloga je: Steps Toward the Reinvention of Programming: A compact and Practical Model of Personal Computing as a Self-exploratorium. Iz sljedećeg se citata dade naslutiti što Kay pokušava napraviti, iz apstrakta seminara kojeg je dao u Intelovim istraživačkim laboratorijima u Berkeleyu: "Konglomeracija programske podrške komercijanog tipa i one otvorenog koda vene u prisutnosti nekoliko stotina milijuna linija koda ovih dana. Pitamo se: koliko malo može biti razumljivo praktičan "Model T" dizajna koji pokriva ovu funkcionalnost? 1 milijun linija koda? 200 tisuća linija koda? 100 tisuća linija koda? 20 tisuća linija koda?"
Osim Kaya, prisutno je još nekoliko ključnih figura u ovom nastojanju. Dan Ingalls je bivši istraživač u Xerox PARC-u koji je desetljećima radio s Kayom i koji trenutno radi u trgovačkom društvu Sun Microsystems. Ian Piumarta je bivši istraživač u INRIA-i koji sad radi u Viewpoints Institute. Piumartin rad je dokumentiran na njegovoj web stranici, i uključuje Virtual Virtual Machine, višejezičnu strojno neovisnu platformu za izvršavanje. Andreas Raab vodi Tweak projekt, i trenutno radi za tvrtku Impara GmbH. Yoshiki Ohshima, bivši student u Tokijskom sveučilištu tehnologije, je portao Squeak na SHARP Zaurus arhitekturu, održava iPAQ port, te je napravio višejezični Squeak.

### Nagrade i počasti
Alan Kay je primio mnoge nagrade i počasti. Između njih su:
- 2001:[4] u Berlinu, Njemačka za pionirstvo u GUI-u; J-D Warnier Prix D'Informatique; NEC C&C nagrada.
- 2002: Telluride Tech Festival Award of Technology u Tellurideu, Kolorado
- 2003: ACM Turingova nagrada za rad u objektno orijentiranom programiranju.
- 2004: Kyoto nagrada; Charles Stark Draper nagrada s Butlerom W. Lampsonom, Robertom W. Taylorom i Charlesom P. Thackerom.
- Počasni doktorat
  - 2005: Institut tehnologije u Georgiai
  - Kungl Tekniska Hoegskolan u Stockholmu,[5] Kolumbija koledž u Chicagou
- Počasni profesor, Berlinsko sveučilište umjetnosti
- Izabrani je član u Američkoj akademiji umjetnosti i znanosti, Nacionalnoj akademiji inženjerstva, Kraljevskom društvu umjetnosti i Muzeju računalne povijesti.

Druge počasti: J-D Warnier Prix d’Informatique, ACM Systems Software Award, NEC Computers & Communication Foundation Prize, Funai Foundation Prize, Lewis Branscomb Technology Award, ACM SIGCSE Award for Outstanding Contributions to Computer Science Education.

## Osobna pozadina
Kay je strastven i talentiran glazbenik koji svira klavijature i gitaru. Posebno ga zanimaju barokne orgulje, te rane klavijature i gitare. Bivši je profesionalni jazz i rock gitarist. Oženjen je s Bonnie MacBird, spisateljicom, producenticom, glumicom i umjetnicom.

## Poznati citati
Najčešće citirana izjava Alana Kaya je "Najbolji način za predvidjeti budućnost jest izmisliti je.", 1971. Ova je fraza ušla u popularnu kulturu i korištena je u TV seriji The X-Files.
Kay je elaborirao ovu temu u mnogim prigodama, "Budućnost nije unaprijed posložena na vrpci. Ona je nešto što možemo odlučiti, i u opsegu u kojem se ne ogrešujemo o nijedan poznati zakon univerzuma, možemo je vjerojatno oblikovati na način koji želimo.", 1984.
"Prava romansa je ispred nas i tek treba doći. Računalna revolucija još nije počela. Nemojte se zavesti enormnim tokovima novca u defacto standarde kojima jednostavni kupci koriste loše adaptacije nepotpunih ideja."
Na novinarskoj konferenciji kasnih 1980-ih u Hong Kongu, Alan Kay je rekao "Tehnologija je bilo što što nije bilo prisutno kad ste rođeni."
"Ja sam izmislio naziv objektno orijentirano (programiranje), i mogu vam reći da nisam imao C++ na umu."
"OOP za mene znači prosljeđivanje poruka, lokalnu retenciju i zaštitu i skrivanje procesa stanja, te ekstremno kasno vezanje svih stvari. Može biti učinjeno u Smalltalku i LISP-u. Moguće da postoje drugi sistemi u kojima je ovo moguće, ali ja nisam čuo za njih."
Alan Kay o Lispu: "Najveći programski jezik ikad dizajniran".
"Ljudi koji su zaista ozbiljni o programskoj podršci bi trebali praviti vlastito sklopovlje."

## Članci
- "Computers, Networks and Education" - Scientific American Special Issue on Communications, Computers, and Networks, rujan, 1991.

## Vanjske poveznice
- Detaljna bibliografija Alana Kaya
- The Computer "Revolution" Hasn't Happened Yet! govor na EDUCOM-u 1998. (računala u obrazovanju)
- Predicting the Future  Arhivirana inačica izvorne stranice od 14. travnja 2012. (Wayback Machine) primjedbe sa Stanfordovog računalnog foruma 1989.
- A Conversation with Alan Kay Dugi govor s tvorcem Smalltalka - i još puno više.
- From Dynabook to Squeak - A Study in Survivals popis hiperveza koje prate evoluciju Kayeve vizije
- The Early History of Smalltalk
- The Best Way to Predict the Future is to Prevent It
- The $100 Laptop, Learners, and Powerful Ideas
- Association for Computing Machinery Videointervju s Alanom Kayem
- Diamond Management and Technology Consultants  Arhivirana inačica izvorne stranice od 22. lipnja 2011. (Wayback Machine), gdje je Alan član odbora.
- Viewpoints istraživački institut